# Festen på Gärdet (musikalbum)
Festen på Gärdet är ett samlingsalbum med blandade artister, utgivet på skivbolaget Silence Records 1971.
Skivan spelades in under Festen på Gärdet mellan 20 och 23 augusti 1970 (två fester hölls samma sommar, skivan dokumenterar den andra festen). Skivan  utgavs som en dubbel-LP. Den första skivan var gul och grön medan den andra var röd och svart. Fotografierna i konvolutet togs av Björn Sjökvist, Erik Karlsson och Gunnar Naeslund.

## Låtlista
A
1. Original Homesick Band – "Saddle Up the Grey" – 2:32 (trad.)
2. Östan sol, västan måne – "Herrarna i hagen" – 4:01 (trad.)
3. Fire – "Nu är det sommar" – 4:22 (Fire)
4. Stockholms spelmansgille – "Långbacka Jans polska" – 2:28 (Jan Holmgren)
5. Love Explosion – "Ljusne" – 4:30 (Love Explosion)
6. Låt tredje örat lyssna in och tredje benet stampa takten – "Gärdet 1970" – 1:49 (Bengt Eriksson)
7. 2000 spenar – "Jan Jan Dagobert" – 1:31 (Bengt Eriksson)

B
1. Det europeiska missnöjets grunder – "Missnöjet" – 3:28 (Det europeiska missnöjets grunder)
2. Turid – "Children Playing" – 2:58 (Turid Lundqvist)
3. Samla Mammas Manna – "Tripp Harley" – 4:11 (Samla Mammas Manna)
4. Grönsakslandet – "Var försiktig" – 5:37 (Grönsakslandet)
5. Solen skiner – "Militär" – 4:59 (Solen skiner)
6. Ute bland folket – "Ute bland folket" – 2:18

C
1. Charlie & Esdor – "Dagen är över" – 5:58 (Charlie & Esdor)
2. Fläsket brinner – "Bosses låt" – 6:11 (Bo Hansson)
3. Gudibrallan – "T–doja" – 7:02 (Gudibrallan)
4. Brownsville Jug Band – "Take Your Fingers Off It" – 1:52 (trad.)
5. Ute bland folket – "Ute bland folket" – 2:07

D
1. Södra bergens balalajkor – "Polyanka" – 3:26 (trad.)
2. Old Timey Stringband – "If the River Was Whiskey" – 2:12 (trad.)
3. NJA-gruppen – "Minns du förra året" – 4:04 (Anders Forslund, Gunnar Idering, Gunnar Ohrlander, Stefan Ringbom)
4. Handgjort – "Farmer Jack" – 5:29 (Handgjort)
5. Träd, Gräs och Stenar – "Gör som du vill" – 6:47 (Träd, Gräs och Stenar)
6. Ute bland folket – "Ute bland folket" – 0:58

## Mottagande
Festen på Gärdet finns med i boken Tusen svenska klassiker.

### Fotnoter
1. 1 2  ”Festen på Gärdet”. Discogs.com. http://www.discogs.com/Various-Festen-P%C3%A5-G%C3%A4rdet/release/1149882. Läst 6 januari 2013.
2. 1 2  Gradvall et al 2009, #298